# Abramo Basevi
Abramo Basevi, född 29 november 1818 i Livorno, död 25 november 1885 i Florens, var en italiensk musikolog och tonsättare. 
Basevi inlade sig stor förtjänst som grundläggare av en musiktidning, Armonia, och som instiftare av Ludwig van Beethoven-matinéer, genom vilka han med framgång verkade för att göra tysk musik känd. Han skrev en studie om Giuseppe Verdi samt musikteoretiska och musikhistoriska skrifter.